# 霍格蘭 (內布拉斯加州)
霍格蘭（英語：Hoagland）是位於美國內布拉斯加州洛根縣的非建制地區。

## 歷史
霍格蘭的郵局於1912年設立，其後於1944年停運。

## 地理
霍格蘭所處的海拔為高於海平面860米（即2822英呎），而該地所採用的時區為UTC-6，即北美中部时区（CST）。同時該地設有夏令時間，為UTC-6調快一小時，即UTC-5（CDT）。